# 我被綁架到貴族女校當「庶民樣本」
《我被綁架到貴族女校當「庶民樣本」》是七月隆文寫作、閏月戈插畫的日本輕小說作品。2011年起由一迅社《一迅社文庫》刊行，已於2016年7月20日完結。
《月刊Comic REX》2012年7月號開始連載作畫的改編漫畫。AT-X等電視台於2015年10月至12月播放12集電視動畫。

## 故事簡介
平凡的高中生神樂坂公人，某一天忽然被綁架到貴族學校「清華院女子學校」。校內都是各個名門的大小姐和她們的專屬女僕；除了父親之外，大小姐們對男性一無所知，同時也完全不了解外界的情況。為了讓大小姐們習慣跟庶民一起生活，校方把公人綁架入校。之後，公人與因為孤獨一人而相信「親吻庶民就能實現願望」的大小姐天空橋愛佳相遇並認識，知道愛佳的煩惱後，決定與愛佳共組「庶民社」。公人在清華院女子學校的生活就此開始。

## 登場角色
- 聲優為廣播劇CD版[1]／電視動畫版。

### 主要角色
神樂坂公人（聲：石川界人／田丸篤志）
男主角，高中一年級生。本來是普通高中生（庶民），後被綁架到清華院女子學校。
成績為平均水準，擅於料理，有個姊姊。喜歡照顧其他人，因此在中學時有「塞巴斯蒂安」（《黑執事》的管家角色，是管家的代名詞）的稱號。
除了善於料理之外，做手工藝的技巧亦在水準之上。對於需要細心的事物反而略感不擅長。
本身是戀女性大腿狂，但在清華院女子學校必須裝成自己是戀男性肌肉狂（因為被恐嚇如不說此類的言語會被抓去閹割）。
與九條家的下任家主九條一長得一模一樣，所以在小四時兩人曾經互換身份生活過一次，因此曾在九條家生活了一段時間，期間亦成為了九條美雪的哥哥（偽冒）。之後因為發燒而失去了在九條家生活的記憶，且被送回自己家。於第6卷恢復部分記憶，並與美雪的關係好了起來。
第6卷後半開始，在周遭沒其他人時，會被美雪稱為「哥哥大人」（但有其他人在時會被美雪「虐待」）。
因神樂坂公人的父親在九條家族附屬之公司任職，因此與九條一互換身分，以及庶民樣本之事件，兩家交涉非常順利，九條家並將神樂坂家整個重新改建。
在輕小說的最後選擇和愛佳在一起，不過眾女角並未表示放棄。
天空橋愛佳（聲：瀨戶麻沙美／芹澤優）
高中一年級生。對於別人說的話都會相信，被公人以「傲純」稱呼。若發現公人說的是謊話，會毆打公人。
總是獨來獨往，沒有朋友（其實是怕自己有話就說的個性會傷害到別人）。遇到公人後，決定和他一起組成「庶民社」。視麗子為勁敵。
曾在公人與九條一互換身分的時候於聖誕舞會與公人首次見面，當時已對公人抱有好感。
在公人的幫助下與其他大小姐關係已經改善許多。
第7卷末由父親通知家中已破產。
第8卷因家中破產而住在公人家裏，之後因父親當上別家公司的會長而重新返回清華院女子學校上學。
因曾暫住公人家中，被公人的母親和姐姐誤認為公人的女友。
最後與公人交往，不過其他女角並未表示放棄。
有栖川麗子（聲：茅野愛衣／立花理香）
高中一年級生，庶民社成員，公人就讀班級的班長。有棲川家的長女，大小姐中的大小姐。身材極好，是清華女子學院的大小姐們心馳嚮往的存在，不過那裡的大小姐們都很沒見識（包括自己）。兼具優雅的品行和温柔的心。有個戀妹的哥哥。曾經在浴室中與公人裸體相見，喜欢公人，之後为能与公人共结连理而努力中……。
氣質優雅溫柔、身材出眾的大小姐，同時也很受歡迎，被沒有朋友的愛佳當成勁敵，與愛佳常處於敵對關係，但其實很想跟愛佳成為好朋友。
廚藝有專家級的水準，唯一的缺點是有著地獄般的歌聲，能夠使完美的料理變成毒物，並曾造成白亞和可憐昏倒。
在公人選擇愛佳後本要祝福雙方，但惠理突然出現表示庶民的戀愛並不是交往後馬上結婚，也可能會分手，之後麗子恢復元氣，持續著公人爭奪戰。
汐留白亞（聲：日高里菜／桑原由氣）
中學二年級生，體格嬌小，庶民社成員。擁有專屬實驗室，甚至讓各國企業爭相委託研究開發的天才。
能夠瞬間寫出高深複雜的算式，但只要一集中精神就會脫光衣服。雖然很聰明，但意外的不會腦筋急轉彎。
喜歡在公人的身體上讀書，且只會吃公人餵的零食。被公人招待跟照顧後，喜欢公人。
神領可憐（聲：三澤紗千香／森永千才）
高中一年級生，庶民社成員。常常攜帶武士刀，並創造自己的流派「可憐式」。有個姊控的妹妹。
初登場時因誤會而與公人對決，但在巧合下認為自己輸給身為庶民的公人，所以決定聽從公人的命令，但自己也說當覺得有機會可以殺掉公人時就會動手。
喜歡可愛的東西，尤其是兔子還有體型嬌小的白亞，但對白亞示好時總會被她躲避。很怕蟲。
「野兔君」事件後和愛佳成為朋友。
與公人同年出生，但比公人大半個多月。在庶民樂園中被公人命令換上庶民的小可愛、超短熱褲與過膝黑襪裝扮後，被誇獎而迷上他。
典型的傲娇，表面上一直对公人恶言相向，事实上非常喜欢公人。新娘舞会期间本打算表白，却被丽子与爱佳联手打断。
花江惠理（聲：無／原由實）
公人的青梅竹馬，目前是人氣偶像聲優。視聲優堀江由衣為目標，並給予其很高的評價。
有著腹黑的一面，其實只是不夠率直。似乎是提供證詞讓公人被認為熱愛男性肌肉的罪魁禍首。
從兒時起便一直暗戀著公人，對於九條美雪很介意，把公人當時與美雪的相識情況講清楚，視美雪為「情敵」。
目前只要有空，都會到清華院女子學校找公人，因此被學校的大部分的千金大小姐們奉為「偶像」，並引發「惠理之亂」，平定「惠理之亂」後被九條美雪施以「打屁股10次」之刑。
已轉到清華院女子學校。
表明公人最後不一定真的會和愛佳在一起，讓其他大小姐重新燃起和公人結連理的期望。

### 學校關係者
九條美由紀/九條美雪（聲：悠木碧／大西沙織）
清華院女子學校女僕長，公人的專屬女僕。實為有巨大影響力的御三家之一，九條家的大小姐。最後卸下女僕身分，就讀清華院初中部。
性格善良,即使小時候被同學欺負了也不還手(據美雪所說以九條家的勢力，只要出手的話對方可能會失去地位甚至淪落街頭)
9歲時與來到九條家的公人同住（只有她和花江有看出那是假貨），在學校被同學欺負時因為公人主動伸出援手而對公人開始有了好感。
年紀比公人還小，記憶恢復之後稱公人為「哥哥」。
私底下無其他人時會向公人撒嬌，變回「好妹妹」；但只要有其他人時會立刻恢復撲克臉，變回能幹有威嚴的女僕長。為了不讓其他人知道和公人的關係，對公人採取施虐狂女王一般的態度。
日常大小事物都非常細心。基本上除了上課時間在學校之外，周末會回家（不過目前家中的長輩似乎想要讓美雪把公人帶回家再見面一次）。
對著公人抱著不僅是類似兄妹的感情，似乎已跳到男女之間的情感；所以看到公人與其他女同學說話聊天時都會嫉妒，甚至出面阻礙。
經常在公人睡著後潛入寢室欣賞他的睡臉，甚至偷親公人。
在最後加入未結束的公人爭奪戰，並且與以往不同，直接稱呼公人為哥哥。

來待早百合（聲：無／本田貴子）
清華院女子學校校長，自稱是女高中生，實際上已快要三十歲。
表面看似人畜無害，其實內心比花江惠理還腹黑。

### 清華院女子學校

#### 高中部
東城香繪（聲：無／相坂優歌）
有栖川麗子的好朋友。是有著偶像一般活潑氣氛的大小姐。她的话题丰富，拥有炒热气氛的技能，始终坐稳「想邀请来参加茶会的学妹」的第一名宝座。
末廣瑞穗（聲：無／杉浦栞）
有棲川麗子的好朋友，是個喜歡讀書的女孩，眼鏡和微微亂翹的頭髮是她的特徵。她的好奇心很旺盛，是個開朗的文學少女。
壬生麻矢（聲：無／松田利冴）
有棲川麗子的好朋友，是個溫和乖巧型的千金小姐。她很怕寂寞，不喜歡獨處，夢想是組織一個「大家庭」。
桂木裕美
高中部2年級學生。在學校受到野熊攻擊，千鈞一髮之際被神領可憐所救，但受到驚嚇昏倒，可憐將其放在椅子上時在她身上掉落了一個兔子布偶，因此她稱救她的人叫做「野兔君」，也一直追求「野兔君」的真實身分。
蓮花寺敦子
高中部3年級學生，話劇社社長。在「野兔君事件」中受神樂坂公人及神領可憐之請求，在舞會上扮演野兔君，並藉機宣傳野兔君話劇。
六合清子
清華院女子學校的學生會長，极受学生们的信赖。被高超的手法绑起的长发，清澈到令人吃惊的瞳孔，形状漂亮的耳朵以及温柔的微笑，使她全身散发出十分突出的存在感。姐姐是九条一的未婚妻，似乎很关心公人。

#### 中學部
神領雅
神領可憐的妹妹，姐控，初中部學生會主席。認定神樂坂公人要搶走她最愛的姊姊，因此在「野兔君」事件中用電擊棒擊倒公人，並意圖加以非禮。

#### 女僕
霧生堇（聲：無／金子有希）
麗子的專屬女僕。27歲。
已在清華院女子學校工作4年的老手，並能夠統領一個學年的30名女僕。
原本將成為夕留白亞的專屬女僕，但卻被九條美雪改派崎守擔任這個位置，因此對崎守有點介意。
崎守（聲：無／藤村步）
夕留白亞的專屬女僕，個性相當活潑。與夕留白亞所在之實驗室女僕們組成「夕留白亞Love Staff」，極力促成公人與白亞的約會，並且妨礙公人與可憐的約會。
黑江
愛佳的專屬女僕，具有讓自己存在感降極低的特殊能力。

### 其他
有栖川鳳子（聲：無／恆松步）
麗子的母親，是御三家之一有栖川家的支撐者。
外貌相當年輕，同時也是個美女，也是清華院的校友。會用一些帶有誘惑的小動作逗一逗公人與麗子，故意讓麗子吃醋。
有栖川正臣（聲：無／鳥海浩輔）
麗子的哥哥，大學生，美式足球隊接球員，是個重度妹控。
九條一
九條家的長子，九條美雪的實兄。與公人同年，外貌與公人幾乎類似，因此曾與公人互換身分一個多月。這段期間所有人都沒認出，僅有花江惠理一眼就認出。目前在國外念大學。
由於公人的父親在九條家的企業工作，在上頭的提議下，將他與公人身分對調。
美雪表示一的個性像是天生的王者，給人「站在群眾面前的人」般遙遠的距離感，因此無法視一為哥哥，認為只有溫柔的公人才是其唯一的「哥哥」。
只出現在公人和九條的回憶之中。
佐佐木小鞠
正臣的青梅竹馬，大學美式足球隊經理，美式足球隊其他12位經理糾纏著有栖川正臣不放，唯獨佐佐木小鞠平等的對待其他隊員，因此被其他隊員視為天使般地存在。自從有栖川正臣被佐佐木小鞠看見自己用臉頰磨蹭手機裡妹妹的照片之後，在無人之際會叫有栖川正臣當四腳椅子供她坐著。
夕留紅子
夕留白亞的母親，是個音樂家，專心寫作時衣服鈕扣會自動脫開，寫作完後自己會穿回去。
神領靜
神領可憐以及神領雅的母親，在某神社擔任驅魔巫女的職務，身高比夕留白亞還矮。
天空橋美子
天空橋愛佳的母親，說話及個性直來直往，完全以自我為中心，天空橋愛佳對其母親的形容是「像公主一樣」。在破產時天空橋美子執意搬入神樂坂公人的家中，之後又執意搬出。愛佳的父親對其百依百順，完全言聽計從。似乎被幸運之神眷顧著，有著將事情導向好結局的謎樣能力。
天空橋和真
天空橋愛佳的父親，原經營航空公司，但是破產導致天空橋愛佳自清華院退學，之後全家搬入神樂坂公人的家中暫住，在九條家的協助之下轉任一家即將破產，進入重整階段的公司擔任負責人。

## 出版書籍

### 輕小說
| 集數 | 一迅社         | 一迅社                                                            | 東立出版社                  | 東立出版社                                                      |
| 集數 | 發售日期       | ISBN                                                              | 發售日期                    | ISBN                                                            |
| ---- | -------------- | ----------------------------------------------------------------- | --------------------------- | --------------------------------------------------------------- |
| 1    | 2011年11月19日 | ISBN 978-4-7580-4273-4                                            | 2013年2月7日                | ISBN 978-986-324-861-3                                          |
| 2    | 2012年4月20日  | ISBN 978-4-7580-4318-2                                            | 2013年7月15日               | ISBN 978-986-332-970-1                                          |
| 3    | 2012年7月20日  | ISBN 978-4-7580-4355-7                                            | 2013年9月5日                | ISBN 978-986-337-289-9                                          |
| 4    | 2012年10月20日 | ISBN 978-4-7580-4373-1                                            | 2013年11月11日              | ISBN 978-986-337-656-9                                          |
| 5    | 2013年2月20日  | ISBN 978-4-7580-4404-2                                            | 2014年3月6日                | ISBN 978-986-348-576-6（通常版） EAN 471-0945-54322-2（限定版） |
| 6    | 2013年5月18日  | ISBN 978-4-7580-4431-8                                            | 2014年6月16日               | ISBN 978-986-348-995-5                                          |
| 7    | 2013年9月20日  | ISBN 978-4-7580-4463-9                                            | 2014年9月4日                | ISBN 978-986-365-383-7                                          |
| 7.5  | 2014年1月18日  | ISBN 978-4-7580-4518-6                                            | 2014年12月1日               | ISBN 978-986-365-677-7                                          |
| 8    | 2014年7月18日  | ISBN 978-4-7580-4581-0                                            | 2015年2月5日                | ISBN 978-986-382-701-6                                          |
| 9    | 2015年1月20日  | ISBN 978-4-7580-4668-8                                            | 2015年8月27日               | ISBN 978-986-431-738-7                                          |
| 10   | 2015年10月20日 | ISBN 978-4-7580-4761-6（通常版） ISBN 978-4-7580-4762-3（特裝版） | 2016年8月19日 2016年8月31日 | ISBN 978-986-462-967-1（通常版） EAN 471-0945-54957-6（限定版） |
| 11   | 2016年7月20日  | ISBN 978-4-7580-4852-1                                            | 2018年11月8日               | ISBN 978-957-261-758-8                                          |

### 漫畫版
《月刊Comic REX》2012年7月號開始連載，由負責作畫。
| 集數 | 一迅社         | 一迅社                 | 東立出版社     | 東立出版社             |
| 集數 | 發售日期       | ISBN                   | 發售日期       | ISBN                   |
| ---- | -------------- | ---------------------- | -------------- | ---------------------- |
| 1    | 2012年10月27日 | ISBN 978-4-7580-6341-8 | 2013年11月25日 | ISBN 978-986-337-173-1 |
| 2    | 2013年5月27日  | ISBN 978-4-7580-6378-4 | 2014年5月7日   | ISBN 978-986-337-174-8 |
| 3    | 2013年9月27日  | ISBN 978-4-7580-6411-8 | 2014年11月27日 | ISBN 978-986-337-436-7 |
| 4    | 2014年1月27日  | ISBN 978-4-7580-6426-2 | 2015年6月11日  | ISBN 978-986-348-217-8 |
| 5    | 2014年7月18日  | ISBN 978-4-7580-6465-1 | 2015年7月14日  | ISBN 978-986-365-383-7 |
| 6    | 2015年1月20日  | ISBN 978-4-7580-6488-0 | 2017年1月23日  | ISBN 978-986-382-667-5 |
| 7    | 2015年7月27日  | ISBN 978-4-7580-6520-7 | 2017年3月16日  | ISBN 978-986-431-882-7 |
| 8    | 2015年10月27日 | ISBN 978-4-7580-6551-1 | 2018年4月26日  | ISBN 978-986-462-412-6 |
| 9    | 2016年1月27日  | ISBN 978-4-7580-6564-1 | 2018年8月2日   | ISBN 978-986-462-916-9 |
| 10   | 2016年7月27日  | ISBN 978-4-7580-6604-4 | 2020年4月9日   | ISBN 978-986-470-699-0 |
| 11   | 2017年1月27日  | ISBN 978-4-7580-6643-3 | 2021年3月8日   | ISBN 978-986-482-718-3 |
| 12   | 2017年7月27日  | ISBN 978-4-7580-6671-6 |                |                        |
| 13   | 2017年12月27日 | ISBN 978-4-7580-6702-7 |                |                        |
| 14   | 2018年6月27日  | ISBN 978-4-7580-6742-3 |                |                        |
| 15   | 2018年12月27日 | ISBN 978-4-7580-6780-5 |                |                        |

番外篇
我被綁架到貴族女校當「庶民樣本」番外篇（俺がお嬢様學校に「庶民サンプル」としてスピンオフされた件）
| 集數 | 一迅社        | 一迅社                 | 東立出版社    | 東立出版社             |
| 集數 | 發售日期      | ISBN                   | 發售日期      | ISBN                   |
| ---- | ------------- | ---------------------- | ------------- | ---------------------- |
| 1    | 2016年1月27日 | ISBN 978-4-7580-6565-8 | 2018年11月2日 | ISBN 978-957-26-0966-8 |
| 2    | 2016年7月27日 | ISBN 978-4-7580-6605-1 |               |                        |

## 廣播劇CD
2013年2月20日出版的小說第5卷特裝版同梱發售。
製作人員
- 音響監督：本山哲（ELEMENT）
- 音響效果：Swara Pro
- 錄音Studio：Swara Sound Systems Studio
- 角色分配：谷村誠（PRO・FIT）
- 音響製作：Sound Wing

## 電視動畫
2014年7月，宣布改編成電視動畫的消息，成為《一迅社文庫》第一部動畫化的輕小說。以《我被抓到貴族女校當「庶民樣本」》為標題，於2015年10月7日首播。

### 製作人員
- 原作：七月隆文《我被綁架到貴族女校當「庶民樣本」》（一迅社文庫）
- 角色原案：閏月戈
- 角色設計：佐野隆雄
- 監督：神保昌登
- 系列構成：下山健人
- 音樂：水谷廣實（Team-MAX）
- 動畫製作：SILVER LINK.

### 主題曲
片頭曲
作詞：Mio Aoyama，作曲：足土貴英，編曲：悠木真一，主唱：IDOL COLLEGE
片尾曲
作詞：夏瞳，作曲：佐久間和宏，編曲：Johnny. k，主唱：原由實

### 各話列表
| 話數   | 日文標題 | 中文標題                                 | 劇本     | 分鏡              | 演出              | 作畫監督                                                                                     | 總作畫監督                 |
| ------ | -------- | ---------------------------------------- | -------- | ----------------- | ----------------- | -------------------------------------------------------------------------------------------- | -------------------------- |
| 第1話  |          | 歡迎庶民                                 | 下山健人 | 神保昌登          | 神保昌登          | 富田泰博、前田綾 長澤翔子、永田喜敏 松井誠                                                   | 佐野隆雄                   |
| 第2話  |          | 麗子大人是我們憧憬的對象                 | 下山健人 |                   | 丸山由太          | 古川英樹、古谷梨繪 佐藤香織、平田和也 竹森由加                                               | 古川英樹                   |
| 第3話  |          | 感覺就像伊甸園                           | 下山健人 | 宇根信也          | 宇根信也          | 鈴木光                                                                                       | 不適用                     |
| 第4話  |          | 茶會事件                                 | 下山健人 | 神保昌登 首藤武夫 | 神保昌登          |                                                                                              | 佐野隆雄                   |
| 第5話  |          | 只有朋友                                 | 下山健人 | 木村泰大          | 木村泰大          | 塚本步、古谷梨繪 本田辰夫、富田泰弘                                                          | 古川英樹                   |
| 第6話  |          | 給我出來面對                             | 下山健人 |                   | 井上圭介          | 平田和也、竹森由加 古谷梨繪、佐藤香織 富田泰弘                                               | 平田和也                   |
| 第7話  |          | 傲純小姐的本領                           | 下山健人 | 井出安軌          | 野亦則行          | 佐藤香織、古谷梨繪 佐野惠理、村長由紀 福地和浩、松浦里美 大槻南雄                            | 佐野隆雄                   |
| 第8話  |          | 愛佳小姐的朋友很多                       | 下山健人 | 錦織博            | 井上圭介          | 古谷梨繪、富田泰弘 吉田和香子、佐藤香織 福地和浩、村長由紀 島袋智和、久松沙紀                | 古川英樹                   |
| 第9話  |          | 神樂坂大人來了                           | 下山健人 | 宇根信也          | 宇根信也 鈴木恭兵 | 鈴木光、加藤壯                                                                               | 平田和也                   |
| 第10話 |          | 我已經納悶很久了，「Get's」到底是什麼？  | 下山健人 | 丸山由太          | 丸山由太          | 富田泰弘、古谷梨繪 島田英明、塚本步 竹森由加                                                 | 佐野隆雄                   |
| 第11話 |          | 公人大人以前看到的天空不是這樣的嗎？     | 下山健人 | 尾崎隆晴          | 前嶋弘史          | Studio CJ、柳昇希                                                                            | 古川英樹                   |
| 第12話 |          | 雖然我不夠完美，但未來的日子請您多多指教 | 下山健人 | 神保昌登          | 神保昌登          | 富田泰弘、久松沙紀 福地和浩、古谷梨繪 鈴木光、平田和也 、佐藤香織 村長由紀、佐野隆雄（機械） | 佐野隆雄 平田和也 古川英樹 |

### 播放電視台
日本深夜動畫：下文記載的日本国内播放時間使用日本標準時間（UTC+9）表示。因為部分時間标识會採用30小时制，因此請留意这类超过24:00的时间，其實際播放時間為翌日清晨。
| 播放地區 | 播放電視台      | 播放日期         | 播放時間（UTC+9）   | 所屬聯播網 | 備註   |
| -------- | --------------- | ---------------- | ------------------- | ---------- | ------ |
| 日本全國 | AT-X            | 2015年10月7日－  | 星期三 23:30－24:00 | CS衛星放送 | 有重播 |
| 東京都   | TOKYO MX        | 2015年10月8日－  | 星期四 22:30－23:00 | 獨立局     |        |
| 兵庫縣   | SUN電視台       | 2015年10月8日－  | 星期四 24:30－25:00 | 獨立局     |        |
| 京都府   | KBS京都         | 2015年10月8日－  | 星期四 25:00－25:30 | 獨立局     |        |
| 愛知縣   | STARCAT CHANNEL | 2015年10月9日－  | 星期五 21:30－22:00 | CS衛星放送 | 有重播 |
| 日本全國 | BS富士          | 2015年10月11日－ | 星期日 25:30－26:00 | 富士電視網 |        |

## 外部連結
- 一迅社WEB｜一迅社文庫 我被綁架到貴族女校當「庶民樣本」 （日語）
- 電視動畫『我被抓到貴族女校當「庶民樣本」』官方網站 （日語）
- 「庶民樣本」官方的X（前Twitter） （日語）
- 電視動畫「庶民樣本」官方帳戶的X（前Twitter） （日語）
- 我被綁架到貴族女校當「庶民樣本」在動畫新聞網百科全書中的資料（英文） （英文）
- 我被綁架到貴族女校當「庶民樣本」（漫畫）在動畫新聞網百科全書中的資料（英文） （英文）
- 我被綁架到貴族女校當「庶民樣本」（動畫）在動畫新聞網百科全書中的資料（英文） （英文）